# Podcatcher
Un podcatcher, o podcast client, è un programma per computer che viene usato per scaricare vari tipi di media tramite un feed RSS o XML.
Sebbene i podcatcher siano per lo più conosciuti per scaricare podcast (normalmente file audio in formato MP3), molti sono anche in grado di scaricare video, newsfeed, testo e immagini. Alcuni podcatcher possono anche automatizzare il trasferimento dei file audio a un media player portatile. Sebbene molti includano un elenco di podcast "high-profile", normalmente permettono all'utente di sottoscrivere anche direttamente un feed inserendo la URL.
I concetti principali sono stati sviluppati a partire dal 2000, il primo podcast client commerciale è stato sviluppato nel 2001 e il podcasting è diventato popolare nel 2004.
Quando Apple aggiunse la funzione di podcatching al suo software iTunes nel giugno 2005, questo diventò quasi subito il client più popolare.

## Lista di podcatcher
Quella che segue è una lista di podcatcher degni di nota o software con capacità di podcatching.
| Titolo                | Descrizione | Sito web                                                     | Licenza      | Ultima data di rilascio | Sistema operativo |
| --------------------- | --- | ------------------------------------------------------------ | ------------ | ----------------------- | --- |
| Amarok                | Player musicale e podcast client | sito web                                                     | GPL v2       | 2015 agosto 16          | FreeBSD, Linux |
| AntennaPod            | Podcast manager per Android | sito web                                                     | MIT          | 2016 febbraio 25        | Android |
| Banshee               | Player musicale e podcast client | sito web                                                     | MIT          | 2014 marzo 18           | Linux, macOS, Windows |
| Clementine            | Un fork cross-platform di Amarok | sito web                                                     | GPL          | 2016 aprile 19          | Linux, Windows, macOS |
| doubleTwist           | Player musicale Android con sezione podcast e supporto podcast | sito web                                                     |              | marzo 2007              | Android |
| Feedbooks             | Client di social networking con supporto per podcast | sito web                                                     |              | aprile 2014             | Windows |
| Foobar2000            | Versatile audio player con componente podcatcher separata | componente podcatcher                                        | Proprietaria | 2017 aprile 07          | Windows |
| gPodder               | Semplice podcast client open source scritto in Python | sito web                                                     | GPL 3        | 2016 dicembre 22        | Windows, Linux, macOS and others                                                                                                  |
| iTunes                | Client per musica e podcast | sito web                                                     | Proprietaria | 2017 marzo 21           | Windows, macOS |
| Juice                 | Un podcatcher multipiattaforma (cessato) | sito web                                                     | GPL          | 2006 luglio 18          | Windows, macOS |
| Liferea               | Aggregatore di news per feed di news online, News aggregator for online news feeds, supporta il podcast                                                                            | sito web                                                     | GPL          | 2016 dicembre 27        | Linux |
| Magical /podcast      | Un'applicazione Web in grado di cercare, suonare ed elencare podcast | sito web                                                     | Proprietaria | 2017 dicembre 18        | Web |
| Media Go              | Simile a iTunes per Sony PlayStation Portable | sito web                                                     | Proprietaria |                         | Windows |
| MediaMonkey           | Media organizer con podcatcher integrato | sito web                                                     | Proprietaria | 2017 febbraio 26        | Windows |
| Miro                  | Un video player integrato con capacità di podcatcher (cessato) | sito web                                                     | GPL v2       | 2013 aprile 16          | Windows, Linux, macOS |
| MusicBee              | Player musicale con podcatcher integrato | sito web                                                     | Proprietaria | 2017 marzo 10           | Windows |
| NetNewsWire           | Newsreader RSS e Atom | sito web Archiviato il 23 dicembre 2017 in Internet Archive. | Proprietaria |                         | macOS |
| NewsFire              | Newsreader e podcast client per MacOS X. Non c'è l'opzione per il download indipendente                                                                                            | sito web                                                     | Proprietaria |                         | macOS |
| Overcast              | Podcast client free per Apple Watch, iPad e iPhone | sito web                                                     | Proprietaria | 2017 aprile 21          | iOS, watchOS |
| RadioPublic           | Podcast app free per iPhone, Android e web | sito web                                                     | Proprietaria | 2017 ottobre 13;        | Android, iOS, Web |
| Pocket Casts          | Podcast app per Android, iPhone, iPod e Apple Watch; e come webclient. | sito web                                                     | Proprietaria | 2017 settembre 14       | Android, iOS, WatchOS, Web |
| Podcast Addict        | Gestiisce podcast audio e video, canali YouTube e Twitch, audiolibri e newsfeed dal dispositivo Android                                                                            | sito web                                                     | Proprietaria | 2013 gennaio 10         | Android |
| Podit                 | Un buon podcast player, free e intuitivo, per Windows 10 | sito web                                                     | Proprietaria | 2017 novembre 24        | Windows 10 |
| Podparadise           | Un podcast client per ascoltare e sottoscrivere podcast online | sito web                                                     |              | 2016 ottobre 01         | iOS, Windows, Linux, |
| PodSilo by MollieSoft | Un podcast client per sottoscrivere feed RSS. Si possono scaricare gli episodi manualmente oppure in base a un calendario. Gestione dello spazio su disco degli episodi scaricati. | sito web                                                     |              | 2017 luglio 12          | Windows |
| Podwalk               | Un podcast client per podcast basati sulla posizione | sito web                                                     | Proprietaria | 2017 febbraio 01        | iOS, |
| Radio UserLand        | Blogging tool e newsreader RSS | sito web                                                     | Proprietaria | 2005 settembre 06       | Windows, classic Mac OS, macOS |
| Rhythmbox             | Applicazione di gestione musicale di default per GNOME | sito web                                                     | GPL v2       | 2016 settembre 10       | Linux |
| Spotify               | (Podcast non ancora disponibili per la maggior parte dei formati) Un servizio commerciale di musica in streaming con support podcast                                               | sito web                                                     | Proprietaria |                         | Windows, Symbian, Windows Phone, Linux, BlackBerry OS, Android, iOS, Chrome OS, macOS, Sony PlayStation 3, PlayStation 4, and Web |
| Stitcher              | Servizio di radio on-demand e podcast client | sito web                                                     | Proprietaria |                         | Android, iOS, Web |
| VLC                   | Player e framework multimediale e multipiattaforma | sito web                                                     | GPL v2       | 2017 febbraio 24        | Windows, Linux, macOS |
| Winamp                | Audio player commerciale con opzione free Lite, supporta i podcast | sito web                                                     | Proprietaria | 2013 dicembre 12        | Windows |
| Zune                  | Media player di Microsoft, cessato ufficialmente a giugno 2012 |                                                              | Proprietaria | 2010 aprile 12          | Windows |